# Ivo Mička
Ivo Mička (19. ledna 1938 Rakovník – 13. dubna 2012 Rakovník) byl český novinář, spisovatel a učitel.

## Život
Narodil se Ladislavu a Heleně Mičkovým. Po základní škole absolvoval tehdejší rakovnickou jedenáctiletku, kterou dokončil roku 1956. Pak studoval na pedagogické fakultě v Plzni.
V roce 1963 začal spolupracovat s týdeníkem Rozvoj, když v něm vycházel jeho cestopis Deset vídeňských dnů. Později do něj pravidelně dopisoval a v lednu 1969 nastoupil jako redaktor, zodpovědný za národní výbory, školství, kulturu a zemědělství. V dubnu 1970 byl po nutném oslavném článku k 100. výročí narození V. I. Lenina z politických důvodů tehdejším vedením ONV okamžitě propuštěn.

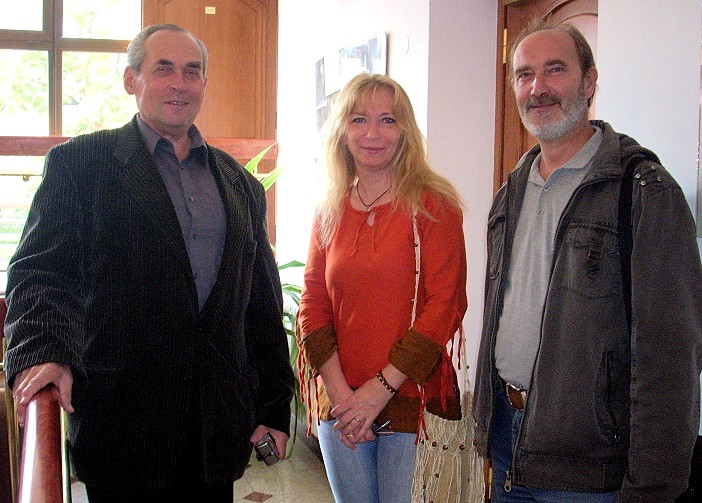
Ivo Mička, spisovatelka Monika Pokorná a řezbář Emil Pejša

Jako učitel působil na několika školách (učil na základních školách v Klášterci nad Ohří, Kounově, Jesenici, Mutějovicích, Rakovníku), kromě toho pracoval nuceně jako dělník v Prunéřovské elektrárně.[zdroj?] Na podzim roku 1989, těsně před sametovou revolucí, se vrátil do redakce Rozvoje. Od července 1990 byl vedoucím redaktorem, týdeník přejmenoval na Rakovnické noviny a stal se i jeho majitelem. Na konci roku 1990 otevřel v pronajatých prostorách, za pomoci svého přítele, akademického malíře Václava Zoubka, vlastní soukromou galerii umění Na Pražské. Politicky působil jako městský zastupitel za ODS.
Roku 2002 pracoval jako dobrovolný učitel u ruských Čechů nedaleko Novorossijska v Rusku.[zdroj?] V letech 2003 byl Centrem humanitární pomoci krajanům v zahraničí vyslán na dva měsíce k žitomirským Čechům z východní Volyně jako češtinář, kulturní a osvětový pracovník, muzikant a novinář.
Byl významným kulturním činitelem Rakovnicka. Působil také jako novinář, návštěvník výstav a významných událostí, kulturní zpravodaj, jazykový korektor, textař, básník, fotograf nebo turistický průvodce. Nelze vynechat ani jeho muzikantskou kariéru, kdy působil jako jeden z trumpetistů tanečního a jazzového orchestru Merkur. Za mnohaletou spisovatelskou, publicistickou a pedagogickou činnost doma i v zahraničí obdržel v listopadu 2011 pamětní medaili Ludvíka Svobody. V důchodovém věku byl zaměstnán jako pracovník Rabasovy galerie v Rakovníku. Napsal množství textů do katalogů k výstavám a pomáhal svému příteli, sochaři a malíři Miroslavu Pangrácovi.
Zemřel dne 13. dubna 2012 v Masarykově nemocnici v Rakovníku, po krátké těžké nemoci.

## Bibliografie

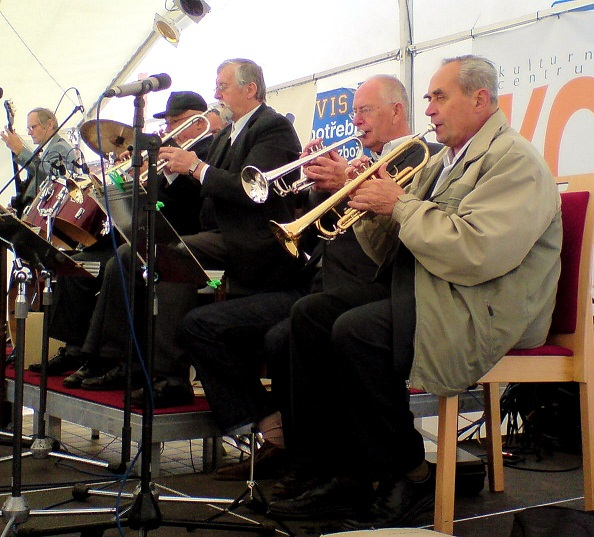
Dechová sekce tanečního orchestru Merkur